# Xixiang (häradshuvudort i Kina, Shaanxi, lat 32,99, long 107,76)
Xixiang (kinesiska: 西乡县) är en häradshuvudort i Kina. Den ligger i provinsen Shaanxi, i den nordvästra delen av landet, omkring 180 kilometer sydväst om provinshuvudstaden Xi'an. Antalet invånare är 341 812. Befolkningen består av 166 279 kvinnor och 175 533 män. Barn under 15 år utgör 17,0 %, vuxna 15-64 år 71 %, och äldre över 65 år 10,0 %.
Runt Xixiang är det ganska tätbefolkat, med 96 invånare per kvadratkilometer. Xixiang är det största samhället i trakten. Trakten runt Xixiang består till största delen av jordbruksmark.
Genomsnittlig årsnederbörd är 1 257 millimeter. Den regnigaste månaden är juli, med i genomsnitt 274 mm nederbörd, och den torraste är december, med 3 mm nederbörd.